# Kalbizi

Italia în anul 1000

Kalbizii au fost o dinastie a musulmanilor Șiia, stabilită în Sicilia, care a guvernat de la 948 la 1053.
În anul 827, în mijlocul unor conflicte interne din Imperiul Bizantin, aghlabizii (cu sediul în Tunisia), au sosit la Marsala, în Siciia, cu o flotă ce transporta 10.000 de soldați, aflați sub comanda lui Asad ibn al-Furat. Palermo a fost cucerit de către musulmani în 831, devenind noua capitală a nou creatului emirat de Sicilia. La rândul său, Siracuza, Siracusa a capitulat în 878, iar în 902, ultimul avanpost bizantin mjaor din insulă, Taormina, a fost capturat. În paralel, aveau loc tot mai dese incursiuni ale musulmanilor în sudul Italiei, noi emirate fiind constituite la Taranto sau la Bari. Pe parcursul acestei întregi perioade, luptele dintre musulmani erau tot mai dese. În mod nominal, Sicilia se afla inițial sub guvernarea aghlabizilor, după care a trecut în cea a dinastiei fatimizilor, trecând astfel de la o stăpânirea sunnită la una șiită.
După reprimarea cu succes a unei răscoale, califul fatimid a numit pe Hassan al-Kalbi ca emir al Siciliei, fiind primul din dinastia kalbizilor. Fatimizii au procedat la această numire chiar cu puțin înainte ca ei înșiși să își transfere capitala din Ifriqiya la Cairo în 969. Sub kalbizi, au continuat raidurile asupra sudului Italiei pe parcursul secolului al XI-lea, iar în 982 o armată germană sub comanda împăratului Otto al II-lea a fost înfrântă în bătălia de la Stilo, din apropiere de Crotone, în Calabria. Dinastia kalbizilor a început o perioadă de declin continuu, odată cu conducerea emiratului de către Yusuf al-Kalbi (990-998), care a încredințat insula fiilor săi și a creat posibilitatea pretențiilor dinastiei zirizilor din Ifriqiya. Sub al-Akhal (1017-1037), conflictul dinastic s-a intensificat, înregistrându-se facțiuni aliindu-se fie cu bizantinii, fie cu zirizii. Cu toate că niciuna dintre aceste puteri nu a reușit să se instaleze în Sicilia pentru o lungă durată, sub Hasan as-Samsam (1040-1053) insula s-a fragmentat în mici fiefuri. Kalbizii au dispărut în 1053, iar în 1061 normanzii din sudul Italiei au sosit sub conducerea lui Roger de Hauteville și au început cucerirea insulei, care a fost încheiată în 1091. Musulmanilor li s-a permis să rămână și să joace un rol important în administrația, armata și economia regatului normand până în secolul al XII-lea.
Sub dinastia kalbizilor, Sicilia și în special Palermo a constituit un adevărat centru economic al Mediteranei. Musulmanii au introdus lămâiul, portocalele din Sevilla și trestia de zahăr, precum și bumbacul și dudul pentru sericicultură și au introdus sisteme de irigații pentru agricultură. Sicilia a fost totodată și un important pivot al comerțului dintre 
Orientul Apropiat, Africa de nord și republicile maritime italiene Amalfi, Pisa și Genova.

## Conducătorii kalbizi ai Siciliei
- Hassan al-Kalbi (948-954)
- Ahmad ibn Ḥassan (954-969)
- Abū l-Qāsim ʿAlī ibn al-Ḥasan (969-982)
- Jabir al-Kalbi (982-983)
- Jafar al-Kalbi (983-985)
- Abd-Allah al-Kalbi (985-990)
- Yusuf al-Kalbi (990-998)
- Ja'far al-Kalbi (998-1019)
- al-Akhal (1019-1037)
- Abdallah (1037-1040)
- Hassan as-Samsam (1040-1053)